# Bertha Moraes Nérici
Bertha Moraes Nérici foi uma enfermeira brasileira, natural de Santana de Parnaíba. Nérici se destaca por ser a primeira mulher a servir no Corpo de Enfermagem da Força Expedicionária Brasileira, durante a Segunda Guerra Mundial. Nesse sentido, Nérici fez parte do primeiro grupamento feminino no Exército brasileiro. Em 4 de agosto de 1944, embarcou com o destino à Nápoles, retornando para o Brasil no dia 3 de outubro de 1945, no Navio James Parker. Durante o seu período no front italiano, Nérici serviu vários hospitais de sangue do exército americano. 
Por seus serviços, foi promovida à patente de 1º Capitão, sendo condecorada com a Medalha de Guerra, e a Medalha de Campanha.